# Eutrogia inconspicua
Eutrogia inconspicua là một loài bướm đêm trong họ Noctuidae.